# Max Riemelt
Max Riemelt (ur. 7 stycznia 1984 w Berlinie Wschodnim) − niemiecki aktor filmowy.

## Filmografia
- 1992: Miejsce wilka (Wolffs Revier) jako Laszlo (gościnnie)
- 1996: Kobra – oddział specjalny (Alarm für Cobra 11 - Die Autobahnpolizei) jako Marcel Freese (gościnnie)
- 2000: Der Bär ist los jako Tom
- 2001: Dziewczyny, dziewczyny (Mädchen, Mädchen) jako Flin
- 2004: Fabryka zła (NaPolA) jako Friedrich Weimer
- 2004: Dziewczyny, dziewczyny 2 (Mädchen, Mädchen 2) jako Flin
- 2005: Hallesche Kometen jako Ingo
- 2005: Feinde jako Niemiecki żołnierz
- 2006: Pod Czerwoną Kakadu (Der Rote Kakadu) jako Siggi
- 2007: Mörderischer Frieden jako Charly
- 2008: Lauf um Dein Leben! - Vom Junkie zum Ironman jako Andreas Niedrig
- 2008: Tausend Ozeane jako Meikel
- 2008: Up! Up! To the Sky jako Arnold
- 2008: Fala (Die Welle) jako Marco
- 2009: 13 Semester jako Momo
- 2013: Siła przyciągania (Freier Fall) jako Kay Engel
- 2014: Miasto 44 jako Johann Krauss
- 2015: Sense8 jako Wolfgang Bogdanow
- 2015: Matrix Zmartwychwstania jako Sheperd

## Nagrody
| Rok  | Festiwal / Nagroda                                 | Kategoria             | Film                       |
| ---- | -------------------------------------------------- | --------------------- | -------------------------- |
| 2004 | Międzynarodowy Festiwal Filmowy w Karlowych Warach | Najlepszy Aktor       | Fabryka zła (2004)         |
| 2006 | Nagroda Filmowa Bawarii                            | Najlepszy Młody Aktor | Pod Czerwoną Kakadu (2006) |
| 2006 | Festiwal Filmowy w Marrakeszu                      | Najlepszy Aktor       | Pod Czerwoną Kakadu (2006) |